# Yunguyo (Litoral)
Yunguyo ist eine Ortschaft im Departamento Oruro im Hochland des südamerikanischen Anden-Staates Bolivien.

## Lage im Nahraum
Yunguyo ist zentraler Ort des Municipios Yunguyo del Litoral in der Provinz Litoral. Die Ortschaft liegt auf einer Höhe von 3735 m am Südhang des 4702 m hohen Pacha Kkollu Quimsa Misa, einem quartären Schichtvulkan, der zusammen mit dem 4792 m hohen Inca Camacho im Nordwesten des Salzsees Salar de Coipasa aus der weiten Ebene des bolivianischen Altiplano herausragt.

## Geographie
Das Klima der Region ist semiarid und weist eine kurze Regenzeit im Sommer auf, der Jahresniederschlag liegt bei niedrigen 200 mm. Die Jahresdurchschnittstemperatur liegt bei knapp 7 °C ohne wesentliche Schwankungen im Jahresverlauf, aber mit starken Tagesschwankungen der Temperatur und häufigem Frostwechsel.
Die Vegetation im Raum Yunguyo entspricht der semiariden Puna. Sie ist baumlos und setzt sich vor allem aus Dornsträuchern, Gräsern, Sukkulenten und Polsterpflanzen zusammen. Sie wird wirtschaftlich als Lama-, Alpaka- und Schafweide genutzt.

## Verkehrsnetz
Yunguyo liegt in einer Entfernung von 172 Straßenkilometern südwestlich von Oruro, der Hauptstadt des Departamentos.
Von Oruro aus führt die unbefestigte Nationalstraße Ruta 12 über Toledo und Ancaravi nach Huachacalla und weiter über Pisiga an der chilenischen Grenze nach Colchane in Chile. Wenige Kilometer südwestlich von Huachacalla liegt die Ortschaft Esmeralda, von hier aus führt eine unbefestigte Landstraße in westlicher Richtung und erreicht nach vier Kilometern Yunguyo.

## Bevölkerung
Die Einwohnerzahl der Ortschaft ist in den vergangenen beiden Jahrzehnten auf fast das Doppelte angestiegen:
| Jahr | Einwohner | Quelle       |
| ---- | --------- | ------------ |
| 1992 | 92        | Volkszählung |
| 2001 | 108       | Volkszählung |
| 2012 | 162       | Volkszählung |
| 2024 |           | Volkszählung |

Die Region weist einen hohen Anteil an Aymara-Bevölkerung auf, im Municipio Cruz de Machacamarca sprechen 67,6 Prozent der Bevölkerung Aymara.